# Агамемнонова маска
Агамемнонова маска је назив дат златној погребној маски откривеној на древном грчком локалитету Микена. Маску, изложену у Националном археолошком музеју у Атини, Кети Гир је описала као „Мона Лизу из праисторије“. 
Немачки археолог Хајнрих Шлиман, који је открио артефакт 1876, веровао је да је пронашао тело микенског краља Агамемнона, вође Ахејаца у Хомеровом епу о Тројанском рату, Илијади, али савремена археолошка истраживања сугеришу да маска датира из око 16. века пре нове ере, датирајући период легендарног Тројанског рата за 300–400 година.

## Откривање
Шлиман је пронашао маску 1876.  у гробном окну означеном као гроб В на локалитету „Гробни круг А, Микена“.  Маска је једна од пет откривених у краљевским гробовима у Микени — три у гробу IV и две у гробу V. Лица и руке двоје деце у гробу III прекривени су листићима злата, а један покривач има рупе за очи. Маска је дизајнирана да буде погребна маска прекривена златом.
Лица мушкараца нису сва покривена маскама. Да су то мушкарци и ратници сугерише присуство оружја у њиховим гробовима. Количине злата и пажљиво обрађени артефакти указују на част, богатство и статус. Обичај одевања вођа у златним листићима познат је и другде. Маску је Шлиман назвао по легендарном грчком краљу Агамемнону из Хомерове Илијаде. Ова маска је красила једно од тела у гробовима окна у Микени. Шлиман је ово узео као доказ да је Тројански рат био прави историјски догађај.
Агамемнонова маска је направљена од једног дебелог злата, загрејаног и избијеног на дрвену подлогу са детаљима који су касније јурени оштрим алатом.  Након својих открића на локалитету, Шлиман је обавестио краља Џорџа од Грчке.  Претпоставља се да је краљу рекао у телеграфу: „Загледао сам Агамемноново лице“.  Шлиман је касније свом сину дао име по легендарном краљу. Пред крај свог живота, археолог је прихватио сумње у вези са правим власником маске и цитиран је рекао: „Значи ово није Агамемнон... ово нису његови украси? У реду, назовимо га Шулце“.

## Аутентичност
У другој половини 20. века и почетком 21. века, аутентичност маске је формално доведена у питање, пре свега од стране Вилијам Калдер III и Дејвид Трејл. У време ископавања Шафт гробова, Грчко археолошко друштво је узело руку у надгледање Шлимановог рада (после проблема у Троји), пославши Панагиотиса Стаматакиса као ефора, или директора, ископавања, који је помно пратио Шлиман.
Заговорници аргумената преваре свој аргумент усредсређују на Шлиманову репутацију за сољење ископина артефактима са других места. Сналажљиви Шлиман, тврде они, могао је дати маску да се произведе по општем моделу осталих микенских маски и нашао прилику да је постави у ископинама.
Бранилоци истичу да је ископавање било затворено од 26. до 27. новембра због недељних празника и кише. Није било дозвољено да се поново отвори све док Стаматакис не обезбеди посао са веродостојним сведоцима. Остале три маске откривене су тек 28. новембра, а Агамемнонова маска пронађена је 30. новембра.
Савремена археолошка истраживања сугеришу да је маска оригинална, али датира из периода Тројанског рата. Други датирају садржај налаза још раније, отприлике у 2500. годину пре нове ере.